# Уметничко клизање на Летњим олимпијским играма 1920.
На олимпијским играма 1920. године, клизачи у уметничком клизању су се такмичили у три категорије: Мушкарци-појединачно, жене-појединачно и спортски парови.
Гилис Графструм из Шведске је освојио прву од три олимпијске медаље које ће освајати за редом на Олимпијским играма. Победник са олимпијаде 1908, Улрих Салков завршио је на четвртом месту. Мартин Стиксруд, добитник бронзане медаље је учествовао на такмичењу када је имао 44 године. За сада он је најстарији клизач који је успео добити олимпијску медаљу у појединачној конкуренцији.
Упркос то није добила ниједан глас за прво место, Магда Јулин из Шведске освојила је златну медаљу. Остало је познато да је у то време била у трећем месецу трудноће.

## Мушкарци
| Место | Такмичар        | Држава               |   |   | Резултат |
| ----- | --------------- | -------------------- | - | - | -------- |
| 1     | Гилис Графструм | Шведска              | 1 | 1 | 7.0      |
| 2     | Андреас Крог    | Норвешка             | 3 | 3 | 18.0     |
| 3     | Мартин Стиксруд | Норвешка             | 4 | 2 | 24.5     |
| 4     | Улрих Салков    | Шведска              | 2 | 5 | 25.5     |
| 5     | Сакари Илманен  | Финска               | 5 | 4 | 30.0     |
| 6     | Натанијел Нилс  | Сједињене Државе     | 7 | 6 | 49.0     |
| 7     | Базил Вилијамс  | Уједињено Краљевство | 6 | 9 | 49.5     |
| 8     | Алфред Мергоз   | Швајцарска           | 8 | 7 | 52.5     |
| 9     | Кенет Бомон     | Уједињено Краљевство | 9 | 8 | 59.0     |

## Жене
| Место | Такмичарка         | Држава               |   |   | Резултат |
| ----- | ------------------ | -------------------- | - | - | -------- |
| 1     | Магда Јулин        | Шведска              | 1 | 4 | 12.0     |
| 2     | Свеа Ноурен        | Шведска              | 2 | 3 | 12.5     |
| 3     | Тереза Велд        | Сједињене Државе     | 5 | 1 | 15.5     |
| 4     | Филис Џонсон       | Уједињено Краљевство | 3 | 5 | 18.5     |
| 5     | Маргот Мое         | Норвешка             | 4 | 6 | 22.5     |
| 6     | Ингрид Гулбрандсен | Норвешка             | 6 | 2 | 24.0     |

## Спортски парови
| Место | Такмичари                           | Држава               | Резултат |
| ----- | ----------------------------------- | -------------------- | -------- |
| 1     | Лудовика Јакобсон / Валтер Јакобсон | Финска               | 7.0      |
| 2     | Алексија Брин / Ингвар Брин         | Норвешка             | 15.5     |
| 3     | Филис Џонсон / Базил Вилијамс       | Уједињено Краљевство | 25.0     |
| 4     | Тереза Велд / Натанијел Нилс        | Сједињене Државе     | 28.5     |
| 5     | Етел Макелт / Сидни Волворк         | Уједињено Краљевство | 34.0     |
| 6     | Жоржет Ербо / Жорж Важеман          | Белгија              | 41.5     |
| 7     | Симон Сабуре / Шарл Сабуре          | Француска            | 45.5     |
| 8     | Мадлен Бомон / Кенет Бомон          | Уједињено Краљевство | 55.0     |

## Биланс медаља
| Ранг | Држава               | Злато | Сребро | Бронза | Укупно |
| 1    | Шведска              | 2     | 1      | 0      | 3      |
| 2    | Финска               | 1     | 0      | 0      | 1      |
| 3    | Норвешка             | 0     | 2      | 1      | 3      |
| 4    | Уједињено Краљевство | 0     | 0      | 1      | 1      |
| 4    | Сједињене Државе     | 0     | 0      | 1      | 1      |